# Calao à bec rouge
Tockus erythrorhynchus
Espèce
Répartition géographique
Statut de conservation UICN

 LC  : Préoccupation mineure
Le Calao à bec rouge (Tockus erythrorhynchus) est une espèce d'oiseau appartenant à la famille des Bucerotidae vivant dans les savanes et les forêts de l'Afrique subsaharienne.

## Taxonomie
Le calao à bec rouge est parfois divisé en cinq espèces :
- le calao à bec rouge (T. erythrorhynchus) ;
- le calao occidental (T. kempi) ;
- le calao de Tanzanie (T. ruahae) ;
- le calao d'Afrique du Sud (T. rufirostris) et
- le calao de Namibie (T. damarensis)

Toutefois, à l'heure actuelle, la plupart des autorités les considèrent comme une espèce unique.

## Description
Cette espèce a le dessous blanchâtre et la tête et le dos gris. Il a une longue queue et un long bec rouge courbe qui n'a pas de casque. Les deux sexes sont similaires, mais la femelle a un bec plus petit. Il mesure 42 cm de longueur et est l'un des plus petits calaos.
Cet oiseau manifeste également sa présence par un cri bruyant et s'accélérant : tok-tok-tok-toktoktok

## Reproduction
Pendant la période d'incubation, la femelle pond trois à six œufs blancs dans un trou d'arbre, qui est bloqué avec un enduit de boue, des fientes et de la pulpe de fruits. Il y a seulement une étroite ouverture, juste assez grande pour que les mâles puissent transférer la nourriture à la mère et aux poussins.
Lorsque les poussins et la femelle sont trop gros pour tenir dans le nid, la femelle démolit le mur, sort du nid et reconstruit le mur, puis les deux parents nourrissent les poussins.

## Régime alimentaire
Cette espèce est omnivore, se nourrissant d'insectes, de fruits et de graines. Il se nourrit principalement sur le sol et forme des groupes en dehors de la saison de reproduction.

## Galerie

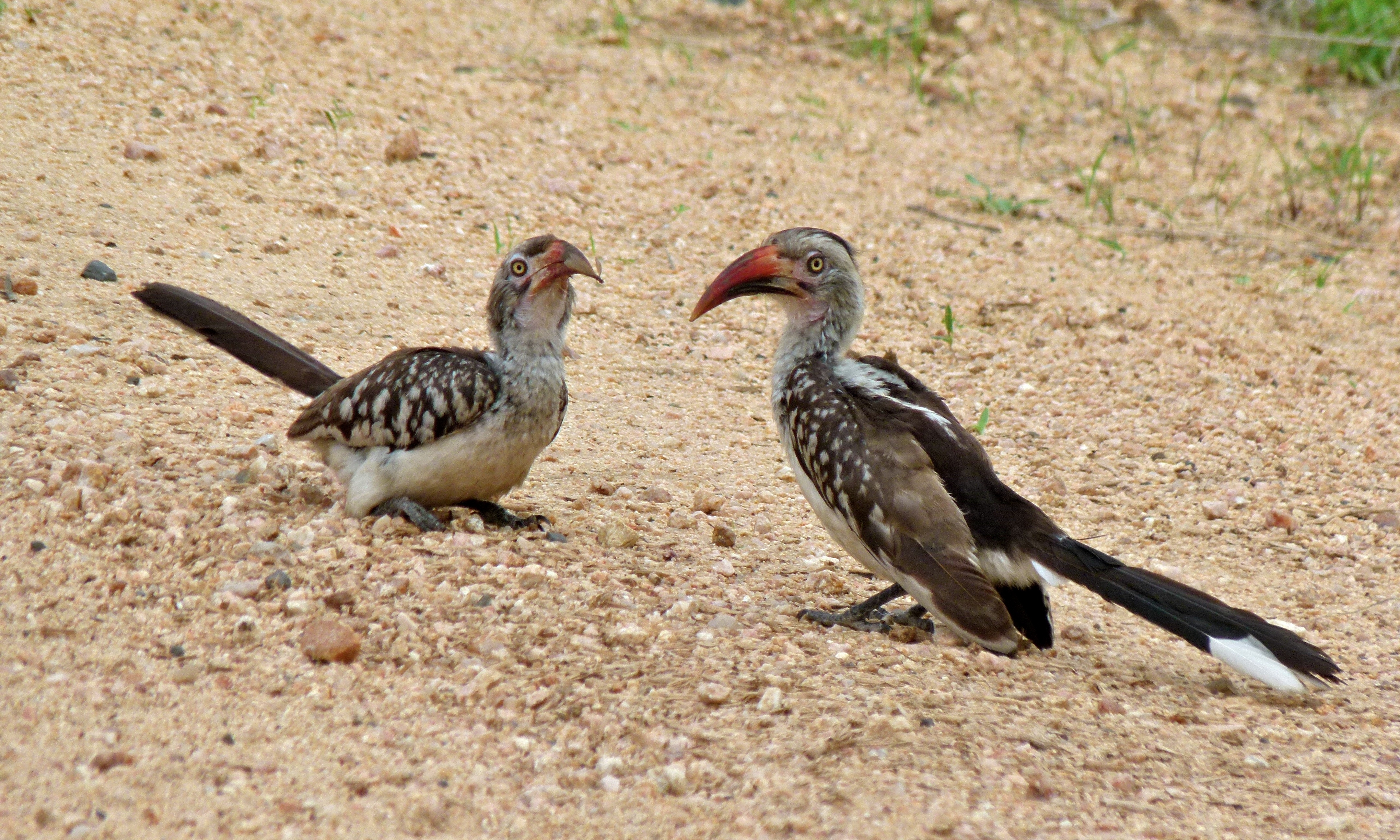
Couple (femelle à gauche).
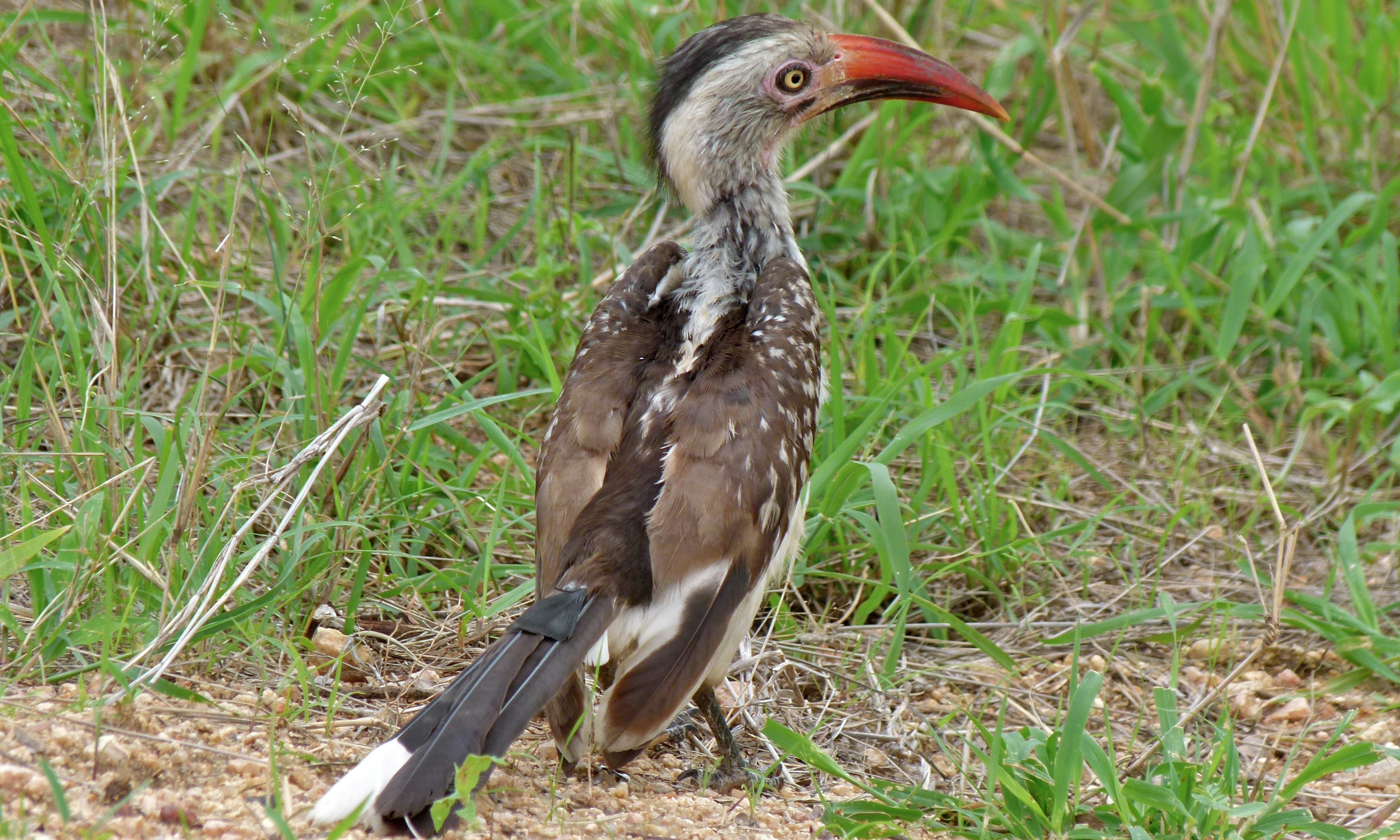
Tockus erythrorhynchus (parc national Kruger, Afrique du Sud).
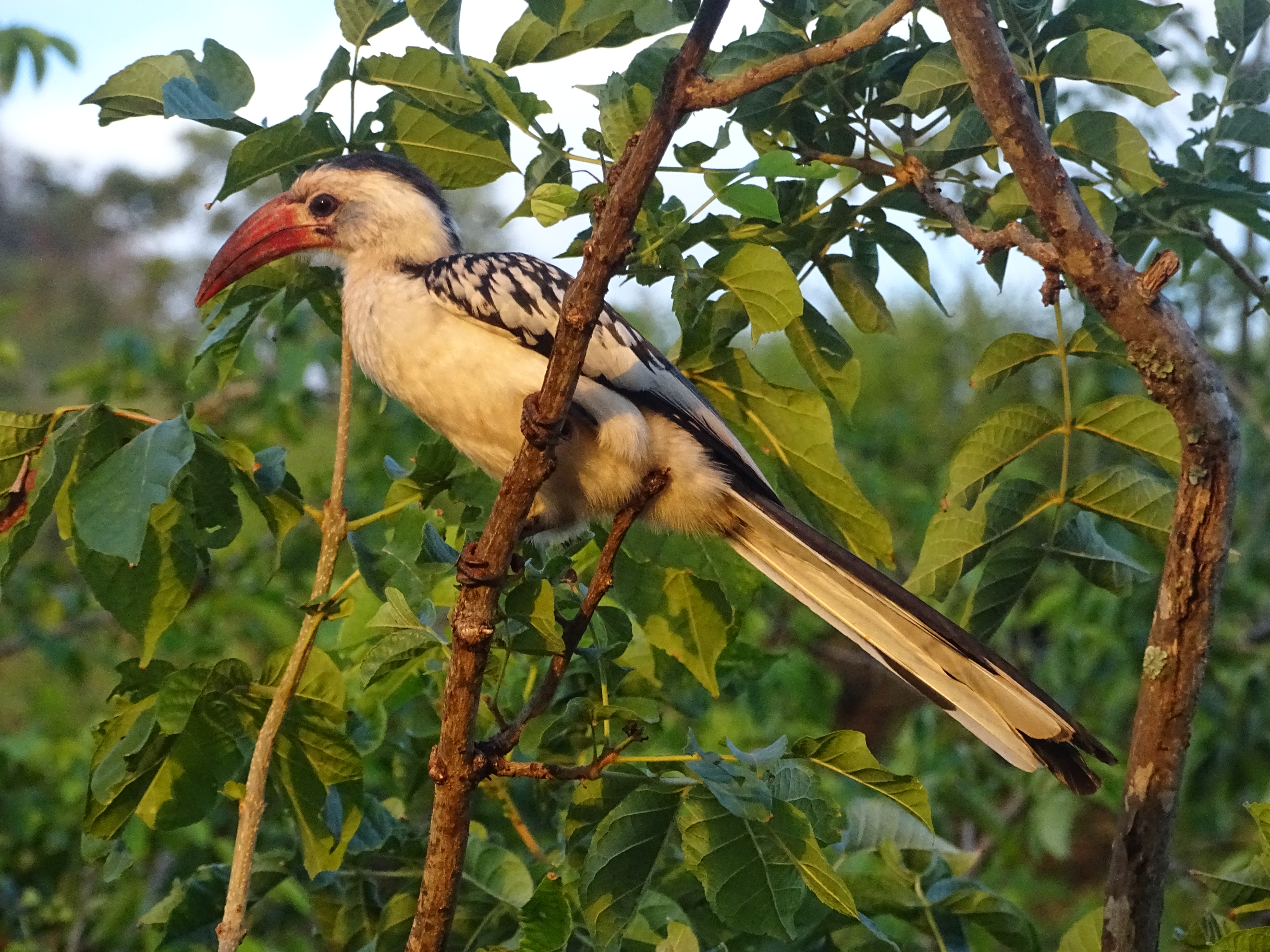
Calao à bec rouge (parc naturel de Tarangire, Tanzanie).
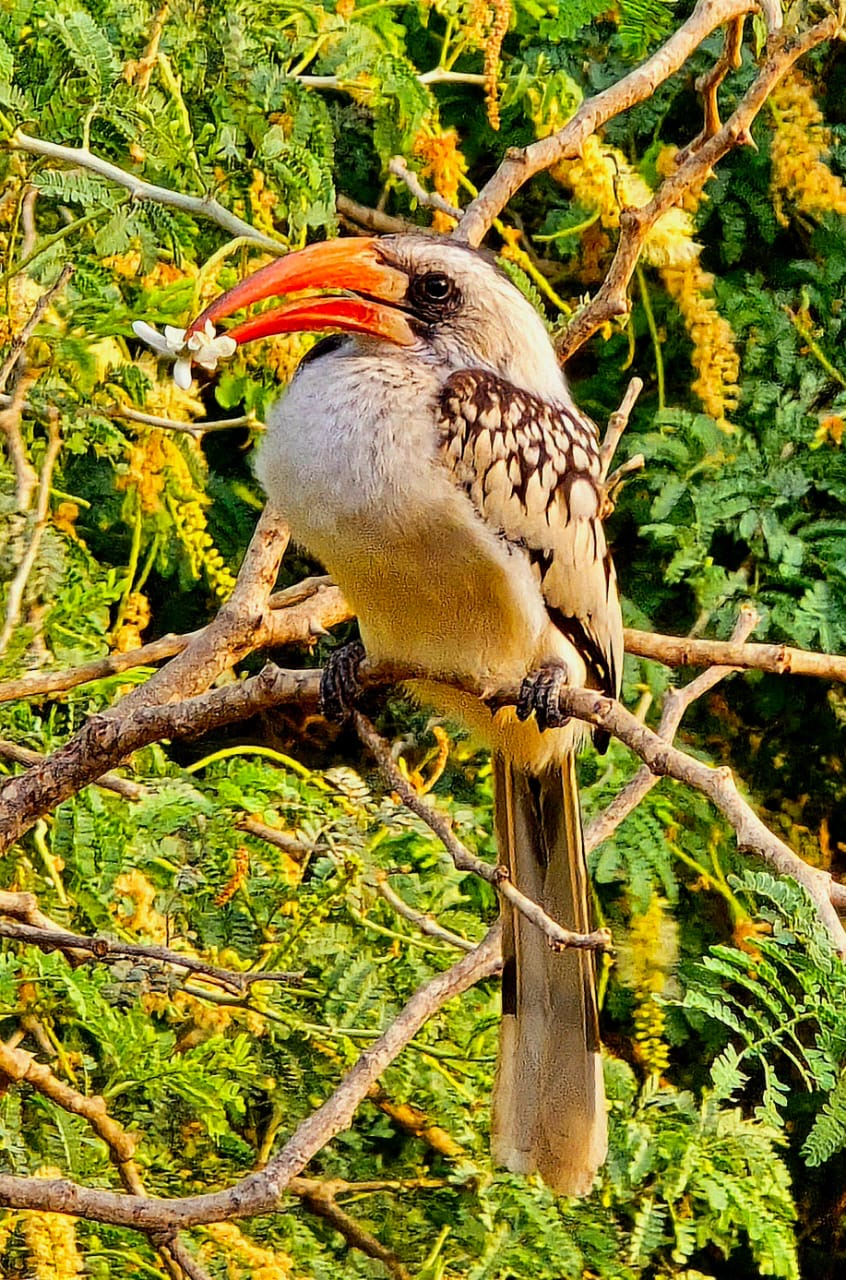
Calao à bec rouge, Sénégal.
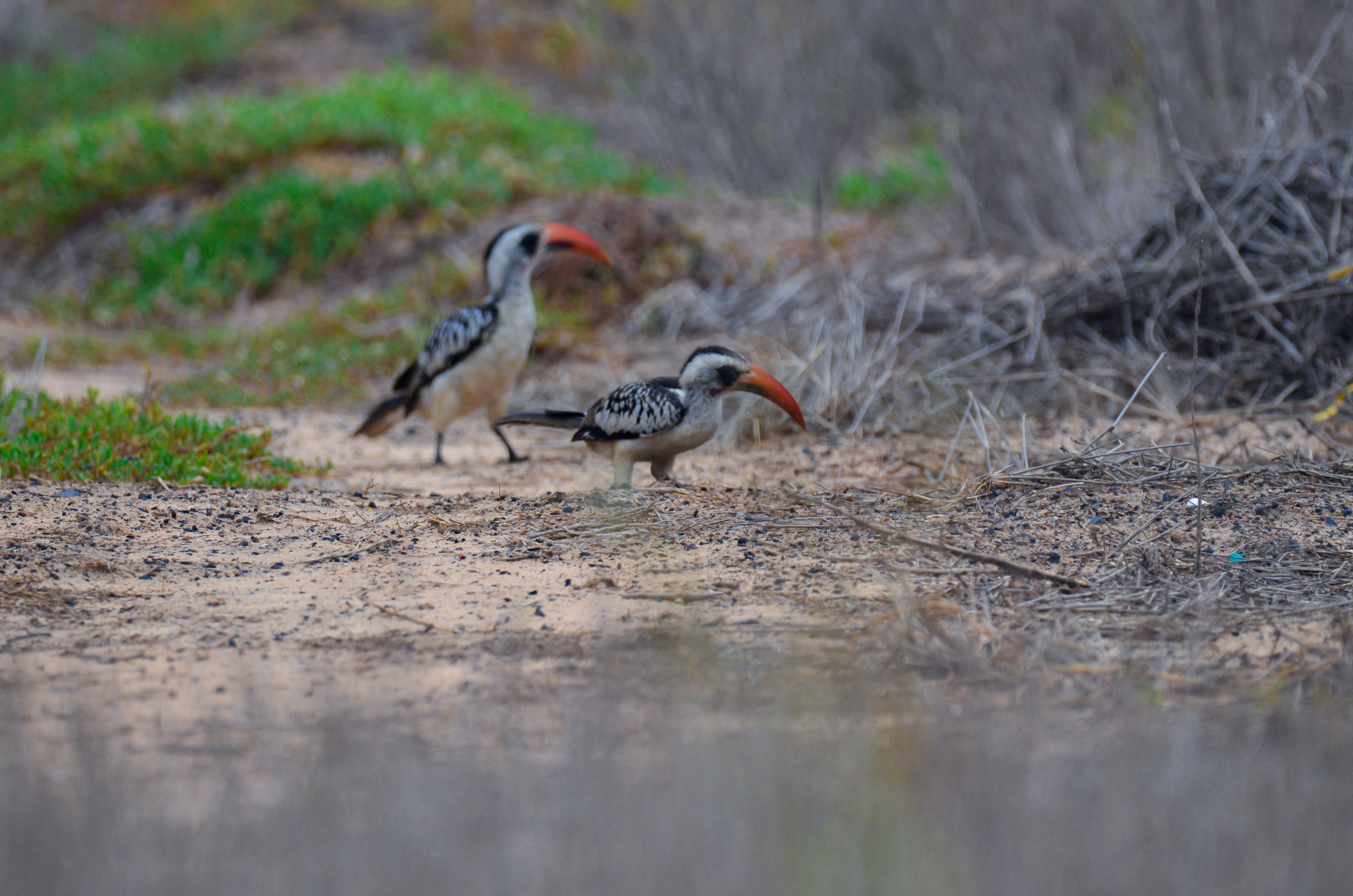
Calaos à bec rouge, Niayes de Pikine (Sénégal).

## Filmographie
Zazu, l'un des personnages du dessin animé Le Roi lion, est un calao à bec rouge. On le retrouve également dans Le Roi lion 2 : L'Honneur de la tribu et Le Roi lion 3 : Hakuna Matata ainsi que dans les séries Timon et Pumbaa et La Garde du Roi lion.
Le petit calao à bec rouge et son implication dans la transmission du virus CCHF est un court-métrage documentaire de 17 min réalisé par Michel Dukhan et tourné dans la Réserve écologique expérimentale de M'bour, Dakar, ORSTOM, 1992.